# 121º Reggimento fanteria "Macerata"
Il 121º Reggimento fanteria "Macerata" è stata un'unità militare del Regio Esercito e dell'Esercito Italiano.

## Storia

### Le origini
Il 121º Reggimento fanteria fu costituito in Ancona dal deposito del 93º Reggimento fanteria "Messina" stanziato nella Caserma Villarey per dare vita insieme al 122º Reggimento fanteria alla Brigata Macerata il 1º marzo 1915.

### Nella prima guerra mondiale (1915-1918)
Il 2 giugno il reggimento e la brigata lasciate le sedi di Macerata e Ancona raggiungono Lonato.
Dopo un periodo di addestramento entra in combattimento nel settore di Castelnuovo del Carso.
Il reparto combatté:
- 1915 - settore di Fogliano, Polazzo, Redipuglia.
- 1916 - settore di Castelnuovo del Carso, nella Battaglia di Gorizia, Oppacchiasella, Nova vas, Doberdò del Lago, Vallone Boneti, Palichisce, Ferletti, Nona battaglia dell'Isonzo, Vallagarina, Settore Monte Baldo, Brentonico, Monte Giovo, Castello di Tierno, Passo Buole, Malga Zugna, Pilcante.
- 1917 - settore di Vallagarina, Settore Brentonico, Crosano, Coste di Tierno, Castello di Tierno, Talpina, Besagno, Cazzano, Monte Giovo. Il 121º Reggimento vemne decorato per il suo valore nei primi giorni di gennaio del 1917 con la medaglia d'argento al valor militare sul fronte di guerra dal re Vittorio Emanuele III.[2]
- 1918 - settore di Vallagarina, Settore Brentonico, Settore Monte Altissimo, sul Piave, nella Battaglia di Vittorio Veneto, a Grave di Papadopoli, Tempio, Ormelle, C.Formosa, Monticano, Motta di Livenza, Fagnicola, San Vito al Tagliamento, San Floriano. Al termine del conflitto il 121° aveva avuto 55 Ufficiali e 1.082 fanti caduti per la Patria. I suoi uomini vennero decorati con una medaglia d'oro al valor militare, 143 medaglie d'argento al valor militare e 194 medaglie di bronzo al valor militare.[3]

Venne smobilitato al termine del conflitto il 24 novembre 1919. In memoria del valore dei soldati della Brigata il comune di Macerata ha intitolato una via Brigata Macerata.

### Nella seconda guerra mondiale (1939-1945)
Con la seconda guerra mondiale, il reparto venne ricostituito (15 ottobre 1941) a Forlì come 121º Reggimento fanteria "Macerata", dal deposito dell'11º Fanteria ed ha in organico: comando e compagnia comando, tre battaglioni fucilieri, compagnia mortai da 81, compagnia cannoni da 47/32.
Inquadrato, col 122º Reggimento fanteria e il 153º Reggimento artiglieria, nella 153ª Divisione di fanteria "Macerata". Il reggimento e la divisione sono inquadrati nel V Corpo d'armata della 2ª Armata - Comando Slovenia-Dalmazia e destinati all'Invasione della Jugoslavia ed a un successivo impiego di presidio in Slovenia e in Istria. Il reggimento si sciolse il 12 settembre 1943 nel settore di Fiume, in seguito agli eventi successivi all'8 settembre 1943.

### La storia recente

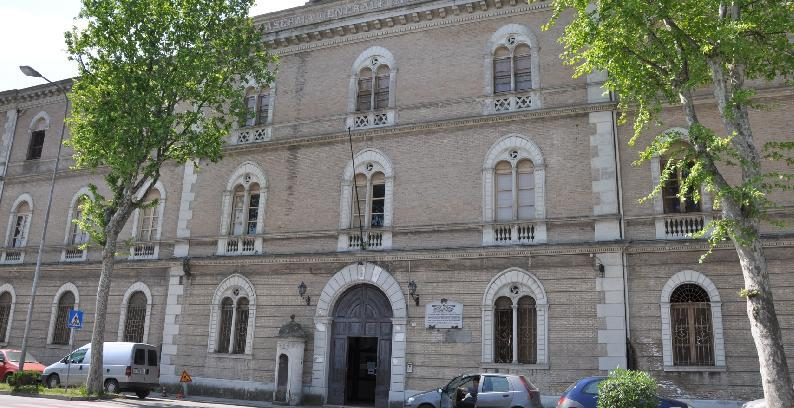
Ingresso e facciata della caserma G.Paolini a Fano

Fregio dell'Arma di Fanteria dell'Esercito Italiano (usato per la Fanteria di Linea)

Il 121º Reggimento "Macerata" ha ripreso vita il 17 settembre 1992, con sede a Fano nella "Caserma Generale G. Paolini" già sede del 94º Reggimento fanteria "Messina". Si è costituito sulla base del 2º battaglione proveniente dal 28º Reggimento Pavia, che aveva in Fano presso la Paolini un proprio distaccamento fin dal 1958, ed ha svolto compiti addestrativi alle dipendenze delle Forze di Proiezione. Dal settembre 1993 al 1997 è stato alle dipendenze della Brigata Meccanizzata "Friuli". È stato nuovamente sciolto nel 2001 e la sua bandiera di guerra consegnata al Vittoriano a Roma.

## Onorificenze

### Decorati
Maggiore Giacomo Venezian

## Stemma
Scudo Semipartito troncato: nel primo, di rosso, al monte all'italiana, di sei colli, di argento, sostenuto dalla linea di partizione; nel secondo, di azzurro, alle tre teste di leone, di fronte, ben ordinate, d'oro, cimate da corone dello stesso; nel terzo, d'oro, ai tre virgulti d'alloro, di verde, nodriti nella campagna dello stesso.
Corona turrita.
Ornamenti esteriori:
lista bifida: d'oro, svolazzante, collocata sotto la punta dello scudo, incurvata con la concavità rivolta verso l'alto, riportante il motto: "SEMPER VICTORIA CONFIDO".
onorificenza: accollata alla punta dello scudo con l'insegna dell'Ordine Militare d'Italia pendente al centro del nastro con i colori della stessa.
nastri rappresentativi delle ricompense al Valore: una Medaglia d'Argento al Valor Militare è annodata nella parte centrale non visibile della corona turrita, scendente svolazzante in sbarra ed in banda dal punto predetto, passando dietro la parte superiore dello scudo.

## Insegne e Simboli
- Il Reggimento indossa il fregio della Fanteria (composto da due fucili incrociati sormontati da una bomba con una fiamma dritta). Al centro nel tondino è riportato il numero "121".
- Le mostrine del reggimento sono rettangolari di colore bianco e azzurro. Alla base della mostrina si trova la stella argentata a 5 punte bordata di nero, simbolo delle forze armate italiane.

## Motto del Reggimento
"Semper victoria confido." Il significato del motto del Reggimento è: "Confido sempre nella vittoria".

## Festa del reggimento
- La festa del reggimento si svolge il 27 ottobre, anniversario della battaglia di Vittorio Veneto a cui partecipò il reggimento.

## Persone legate al Reggimento
- Aldo Settimio Boni